# Ferula kokanica
Ferula kokanica är en flockblommig växtart som beskrevs av Eduard August von Regel och Johannes Theodor Schmalhausen. Ferula kokanica ingår i släktet stinkflokesläktet, och familjen flockblommiga växter. Inga underarter finns listade i Catalogue of Life.